# Triteleia hendersonii
Triteleia hendersonii là một loài thực vật có hoa trong họ Măng tây. Loài này được Greene miêu tả khoa học đầu tiên năm 1888.